# Fitzmaurice-Becken
Das Fitzmaurice-Becken (engl.: Fitzmaurice Basin) ist ein Sedimentbecken im Northern Territory von Australien.
In dem Sedimentbecken befinden sich etwa 3,5 km mächtige Gesteinsschichten, die vom Mesoproterozoikum bis zum Paläoproterozoikum vor 1800 bis 1500 Millionen Jahren entstanden. Die in dem Becken befindlichen Gesteinseinheiten sind vulkanisch und sedimentär, bestehen aus Sandstein, Tonstein, Siltstein und Konglomerat sowie in geringeren Anteilen Dolomitgesteine, zum geringen Teil aus Vulkaniten. Das Sedimentbecken überlagert teilweise die Pine-Creek-Orogen und Halls-Creek-Orogen und es wird zum Teil vom Bonaparte-Becken überlagert.
Im Fitzmaurice-Becken wird nach Kupfer, Metallen und Uran gesucht.